# Парфрей, Адам
Адам Парфрей (Adam Parfrey, другой вариант написания фамилии: Парфри; 12 апреля 1957 — 10 мая 2018) — американский публицист, редактор и основатель издательства «Feral House».

## Биография
Сын Вудро Парфрея (актёр, снимался в роли доктора Максимуса в «Планете обезьян», 1968) и еврейки Розы Эллович. Родился в Нью-Йорке, с семьёй переехал в Лос-Анджелес, штат Калифорния, в 1962 году. По выпуску из школы Santa Monica High School был принят в Калифорнийский университет в Лос-Анджелесе (UCLA), откуда перевёлся в Калифорнийский университет в Санта-Круз (UCSC); там он изучал театральное искусство и историю (без диплома). В UCLA писал для университетской газеты «Daily Bruin» и позднее стал её соредактором.
Сотрудничал с журналом «Exit» Джорджа Петроса (George Petros).
Курировал персональную выставку Шауна Партриджа под названием «Конец близок!» («The End Is Near!»)
В 1989 году с 5000 $ основал издательство «Feral House». Проживал в Лос-Анджелесе.
Парфрей наиболее известен антологиями «Apocalypse Culture» (1987, 1990, 2001; в России вышла под названием «Культура времён Апокалипсиса» — 2005) и «Cult Rapture» (1995).
Книга «Аллах не любит Америку», под редакцией Парфрея, была внесена ФСБ в «чёрный список» книг, «не рекомендуемых» к продаже.

### На русском языке
- Аллах не любит Америку / Под ред. А. Парфрея. — Екатеринбург: Ультра. Культура, 2003.
- Культура времён Апокалипсиса / Под ред. А. Парфрея. — Екатеринбург: Ультра. Культура, 2005.

## Диски
- S.W.A.T. — Deep Inside a Cop’s Mind: The Soundtrack For The Next Police State (Audio CD, 1994, Label: Amphetamine Reptile Records)
- A Sordid Evening of Sonic Sorrows (Audio CD, 1997, Man's Ruin Records MR-066)

## Фильмография
- Адам Парфрей снимался в фильме Криспина Гловера «What Is It?».

### На английском языке
- Официальный сайт «Feral House» Архивная копия от 15 июня 2006 на Wayback Machine
- Краткая биография Адама Парфрея @ Disinformation
- Биография Адама Парфрея @ Disinformation
- Интервью с Адамом Парфреем — 6 августа, 2003 Архивная копия от 5 сентября 2006 на Wayback Machine

### На русском языке
- АДАМ ПАРФРИ. Продавец беспризорных книг  (недоступная ссылка с 11-05-2013 [4477 дней])
- «Московские новости» о книге «Аллах не любит Америку»
- Фотография Адама Парфрея
- «Парфринтервью» — интервью с Адамом Парфреем  (недоступная ссылка с 11-05-2013 [4477 дней])
- Скотт Тимберг, «Князь Тьмы» — об Адаме Парфрее  (недоступная ссылка с 11-05-2013 [4477 дней])
- Адам Парфрей, «Евгеника: наука, от которой отказались родители» — фрагмент статьи